# 427695 Johnpazder
427695 Johnpazder este o planetă minoră (asteroid), cu un diametru de 3,077 km, din centura de asteroizi. A fost descoperită pe 16 martie 2004 la Mauna Kea de David D. Balam. 
Obiectul prezintă o orbită caracterizată de o semiaxă mare de 3,1186741926131 UAi, o excentricitate de 0,11, o înclinație de 9,5 ° în raport cu ecliptica.